# 張佛樹
張佛樹（1935年8月29日—），台湾宜蘭礁溪人，生於福建省汀漳道（今漳州市），礁溪國校（礁溪國小）畢業後，考入頭城中學初中部，畢業後考入花蓮師範學院校，畢業後任教於宜蘭礁溪國校。
1967年參加板橋舉辦的教師研習會，聽傅啟學教授的演講，回來後應礁溪鄉公所之邀演講，演講時引述傅啟學教授內容遭礁溪輔導總隊質疑沒有聽過這些內容被約談調查。查出其剛退伍時與同事看報閒聊，對當時反共義士田隆科的報導發表意見，證言指其表示「反共義士田隆科，攜械投誠，係怕死，不愛國（指中共），沒有國家民族觀念」的觀點。張佛樹事後回憶當時看見報上寫著反共義士田隆科是因大陸不自由，清明節不能掃墓，才棄暗投明。他看報後隨口說：「在台灣當兵也不自由，清明節也不能回家。」因此成為叛亂案，遭到起訴後判感化教育三年。
張佛樹自1968年至1972年入獄四年多，1972年復職，1997年退休。服務期間曾獲提名優良教師，2004年獲得政府回復名譽，2014年獲得資深優良教師表揚。